# Borolia incompleta
Borolia incompleta är en fjärilsart som beskrevs av Emilio Berio 1970. Borolia incompleta ingår i släktet Borolia och familjen nattflyn. Inga underarter finns listade i Catalogue of Life.